# Kambja
Kambja es la capital del municipio de Kambja, en el condado de Tartu, Estonia, con una población censada a final del año 2011 de 689 habitantes. 
Se encuentra ubicada en el centro-sur del condado, entre el lago Võrtsjärv y el lago Peipus, al sur del río Emajõgi y al norte de la frontera con el condado de Põlva.